# مات آدامز
مات آدامز (بالإنجليزية: Matt Adams)‏ هو لاعب كرة قاعدة أمريكي، ولد في 31 أغسطس 1988 في فيليبسبورغ سنتر مقاطعة في الولايات المتحدة.

## وصلات خارجية
- مات آدامز على موقع دوري كرة القاعدة الرئيسي (الإنجليزية)
- مات آدامز على موقعبيزبول رفرنس.كوم (الدوري الرئيسي) (الإنجليزية)
- مات آدامز على موقعبيزبول رفرنس.كوم (الدوري الثانوي) (الإنجليزية)
- مات آدامز على موقع إي إس بي إن.كوم (أم.أل.بي) (الإنجليزية)
- مات آدامز على موقع مشجعي الرسوم البيانية (الإنجليزية)